# IC 5326
 IC 5326 ist eine  Spiralgalaxie vom Hubble-Typ Sbc im Sternbild Bildhauer am Südsternhimmel. Sie ist schätzungsweise 326 Millionen Lichtjahre von der Milchstraße entfernt.
Das Objekt wurde am 14. September 1896 von Lewis Swift entdeckt.